# Anapurus
Anapurus är en kommun i Brasilien.   Den ligger i delstaten Maranhão, i den nordöstra delen av landet, 1 500 km norr om huvudstaden Brasília. Antalet invånare är 13 923.
Omgivningarna runt Anapurus är huvudsakligen savann. Runt Anapurus är det glesbefolkat, med 16 invånare per kvadratkilometer.